# جون أ. لي
جون أ. لي (بالإنجليزية: John A. Lee)‏ (31 أكتوبر 1891، دنيدن في نيوزيلندا - 13 يونيو 1982، أوكلاند في نيوزيلندا)؛ كاتب، سياسي وروائي نيوزيلندي.